# Daijirō Katō
Daijirō Katō (加藤 大治郎?, Katō Daijirō; Saitama, 4 luglio 1976 – Yokkaichi, 20 aprile 2003) è stato un pilota motociclistico giapponese, vincitore di un titolo iridato nel motomondiale nella classe 250.

## Carriera

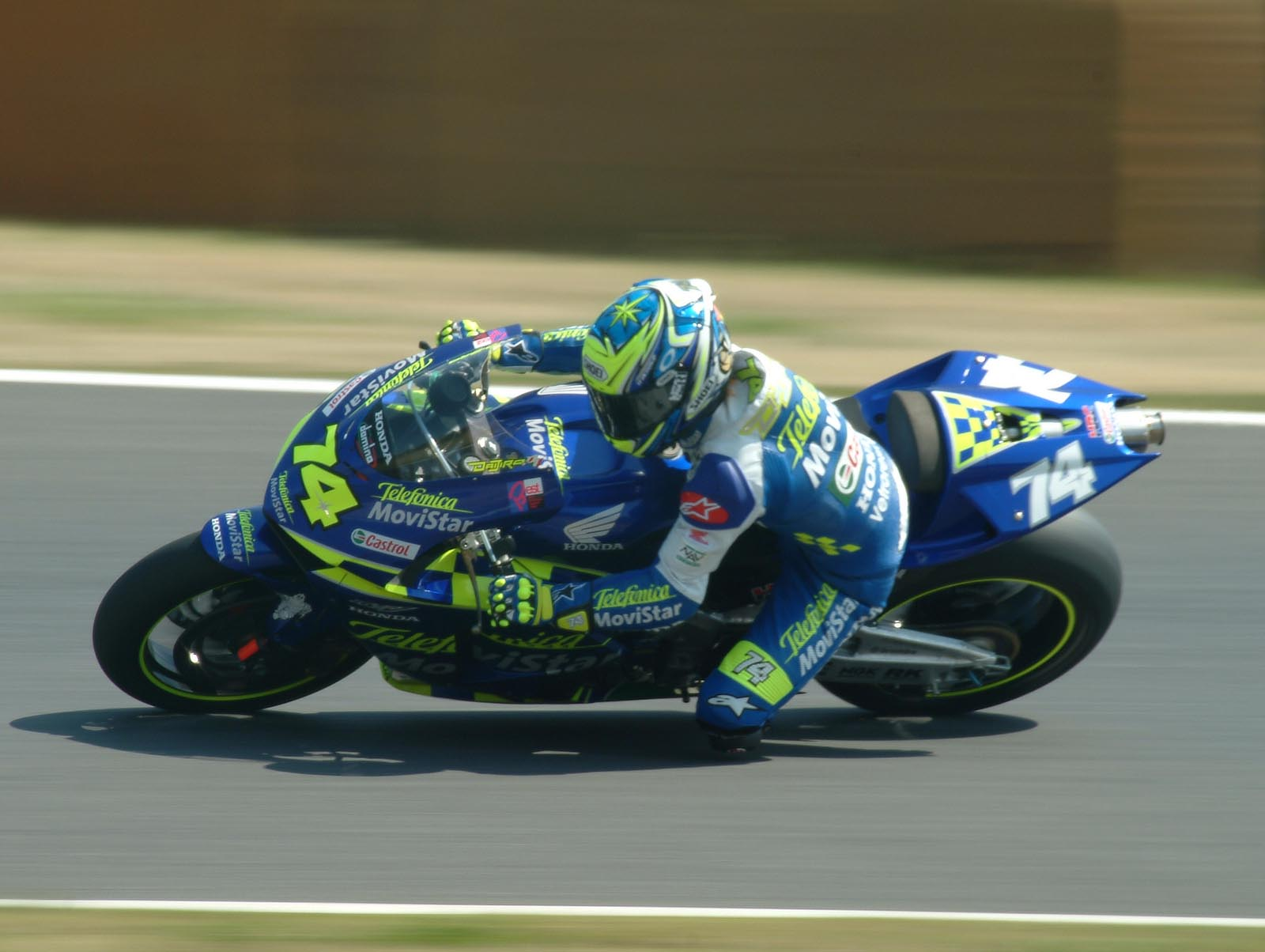
Katō impegnato durante il fine settimana del Gran Premio del Giappone 2003, in cui perse la vita.

Iniziò a gareggiare con le minimoto fin da bambino, diventando per quattro volte campione giapponese della categoria. Iniziò le gare su pista nel 1992, e cinque anni più tardi vinse il campionato nazionale di velocità nella classe 250. Esordì nel frattempo nel motomondiale nel 1996, come wild card della classe 250, concludendo terzo sul circuito casalingo di Suzuka. L'anno successivo venne nuovamente invitato a correre nel gran premio di casa, vincendo la gara. Katō esordì da pilota titolare in 250 nella stagione 2000, in sella a una Honda NSR 250 del team Gresini Racing; vincendo quattro gare, si piazzò al terzo posto in campionato. Sempre nel 2000, alternandosi con il connazionale Tōru Ukawa alla guida di una Honda VTR1000SPW, la coppia vinse la 8 Ore di Suzuka, gara valida per il mondiale endurance.
Nella stagione 2001, confermato dal team Gresini, vinse 11 gare e ottenne così il titolo mondiale della quarto di litro con 322 punti complessivi, superando il connazionale Tetsuya Harada e l'italiano Marco Melandri. Per la stagione 2002 passò alla neonata classe MotoGP, inizialmente in sella a una Honda NSR500 a due tempi, poi dalla gara di Brno gli venne affidata una RC211V a quattro tempi; con quest'ultima ottenne una pole position e due secondi posti (in Spagna dietro Valentino Rossi, e in Repubblica Ceca dietro Max Biaggi), concludendo al settimo posto della classifica generale e conquistando il titolo simbolico di rookie dell'anno. In questa stagione vinse per la seconda volta nella sua carriera la 8 Ore di Suzuka, stavolta condividendo la VTR1000SPW con lo statunitense Colin Edwards.
Nella stagione 2003 Katō rimase legato al team Gresini; tuttavia la casa madre Honda gli affidò, unico pilota al di fuori del factory team, una RC211V ufficiale. Il 6 aprile, sul finire del terzo giro della gara inaugurale del motomondiale in Giappone, all'uscita della curva 130R, Katō perse il controllo della sua Honda e picchiò violentemente la testa, il collo e la cassa toracica sul muro posto poche decine di metri prima della chicane Casio (detta "del triangolo"), a una velocità di circa 140 km/h: Katō morì dopo due settimane di coma per infarto cerebrale, lasciando la moglie Makiko e i due figli, Ikko e Rinka. La salma di Katō venne inumata nel Cimitero del Tempio di Kanei-ji, a Tokyo.
Tutti i piloti della MotoGP dedicarono un minuto di silenzio in memoria di Katō nella successiva gara del campionato in Sudafrica, apponendo inoltre sulle proprie tute di gara il suo numero di gara, il «74»; tutto il team Gresini affrontò quel fine settimana con il lutto al braccio. Proprio il compagno di squadra del giapponese, lo spagnolo Sete Gibernau, riuscì a vincere la prova africana, dedicando allo scomparso pilota la sua vittoria. Nel luglio successivo, durante la 8 ore di Suzuka, la Honda ricordò Katō mettendo il suo numero sulla moto di Tadayuki Okada e Chōjun Kameya, mentre l'organizzazione della MotoGP decise per il ritiro il suo numero di gara; il «74» è inoltre da allora cucito sulle tute di alcuni piloti del motomondiale che lo hanno conosciuto.
Nella città di Misano Adriatico dove Katō trascorreva gran parte dell'anno, accanto all'autodromo cittadino, nel maggio del 2004 è stata intitolata una via al pilota nipponico. Dopo l'incidente, il motomondiale non è più tornato a correre sul circuito giapponese di Suzuka.

## Risultati nel motomondiale

### Classe 250
| 1996 | Classe | Moto  |  |  |   |  |  |  |  |  |  |  |  |  |  |  |  |  | Punti | Pos. |
| ---- | ------ | ----- |  |  | - |  |  |  |  |  |  |  |  |  |  |  |  |  | ----- | ---- |
| 1996 | 250    | Honda |  |  | 3 |  |  |  |  |  |  |  |  |  |  |  |  |  | 16    | 23º  |

| 1997 | Classe | Moto  |  |   |  |  |  |  |  |  |  |  |  |  |  |  |  |  | Punti | Pos. |
| ---- | ------ | ----- |  | - |  |  |  |  |  |  |  |  |  |  |  |  |  |  | ----- | ---- |
| 1997 | 250    | Honda |  | 1 |  |  |  |  |  |  |  |  |  |  |  |  |  |  | 25    | 19º  |

| 1998 | Classe | Moto  |   |  |  |  |  |  |  |  |  |  |  |  |  |  |  |  | Punti | Pos. |
| ---- | ------ | ----- | - |  |  |  |  |  |  |  |  |  |  |  |  |  |  |  | ----- | ---- |
| 1998 | 250    | Honda | 1 |  |  |  |  |  |  |  |  |  |  |  |  |  |  |  | 25    | 20º  |

| 1999 | Classe | Moto  |  |   |  |  |  |  |  |  |  |  |  |  |  |  |  |  | Punti | Pos. |
| ---- | ------ | ----- |  | - |  |  |  |  |  |  |  |  |  |  |  |  |  |  | ----- | ---- |
| 1999 | 250    | Honda |  | 5 |  |  |  |  |  |  |  |  |  |  |  |  |  |  | 11    | 20º  |

| 2000 | Classe | Moto  |   |   |   |   |   |   |   |   |    |   |   |   |   |   |   |   | Punti | Pos. |
| ---- | ------ | ----- | - | - | - | - | - | - | - | - | -- | - | - | - | - | - | - | - | ----- | ---- |
| 2000 | 250    | Honda | 2 | 3 | 1 | 2 | 6 | 3 | 4 | 8 | 10 | 4 | 6 | 1 | 5 | 1 | 1 | 3 | 259   | 3º   |

| 2001 | Classe | Moto  |   |   |   |   |    |   |    |   |   |   |   |   |     |   |   |   | Punti | Pos. |
| ---- | ------ | ----- | - | - | - | - | -- | - | -- | - | - | - | - | - | --- | - | - | - | ----- | ---- |
| 2001 | 250    | Honda | 1 | 1 | 1 | 1 | 10 | 1 | 11 | 1 | 2 | 3 | 1 | 1 | Rit | 1 | 1 | 1 | 322   | 1º   |

| Legenda | 1º posto        | 2º posto            | 3º posto            | A punti      | Senza punti        | Grassetto – Pole position Corsivo – Giro più veloce |
| Legenda | Gara non valida | Non qual./Non part. | Ritirato/Non class. | Squalificato | '-' Dato non disp. | Grassetto – Pole position Corsivo – Giro più veloce |

### MotoGP
| 2002 | Classe | Moto  |    |   |   |     |     |   |    |   |     |   |     |     |     |   |   |   | Punti | Pos. |
| ---- | ------ | ----- | -- | - | - | --- | --- | - | -- | - | --- | - | --- | --- | --- | - | - | - | ----- | ---- |
| 2002 | MotoGP | Honda | 10 | 4 | 2 | Rit | Rit | 8 | 12 | 7 | Rit | 2 | Rit | Rit | Rit | 5 | 4 | 4 | 117   | 7º   |

| 2003 | Classe | Moto  |     |  |  |  |  |  |  |  |  |  |  |  |  |  |  |  | Punti | Pos. |
| ---- | ------ | ----- | --- |  |  |  |  |  |  |  |  |  |  |  |  |  |  |  | ----- | ---- |
| 2003 | MotoGP | Honda | Rit |  |  |  |  |  |  |  |  |  |  |  |  |  |  |  | 0     |      |

| Legenda | 1º posto        | 2º posto            | 3º posto            | A punti      | Senza punti        | Grassetto – Pole position Corsivo – Giro più veloce |
| Legenda | Gara non valida | Non qual./Non part. | Ritirato/Non class. | Squalificato | '-' Dato non disp. | Grassetto – Pole position Corsivo – Giro più veloce |